# Talpa romana
Talpa romana (Кріт римський) — комахоїдний ссавець роду кротів родини кротових (Talpidae).

## Поширення
Ендемік Італії. В даний час обмежується материком, востаннє записаний на Сицилії в 1885 році.  Зустрічається від рівня моря до 2000 м. Екологія аналогічна Talpa europaea. Знаходиться в різних середовищах проживання, включаючи орні поля, пасовища і ліси.

## Морфологія
До 18 см в довжину, вага може перевищувати 150 гр. Хутро густе, чорне блискуче, шовковисте. повіки вкриті хутром.

## Поведінка
Харчується переважно дощовими хробаками.